# YELLOW BLOOD
『YELLOW BLOOD』（イエロー・ブラッド）は、1984年9月21日にリリースされた、ロックバンドARBの7枚目のスタジオ・アルバム。

## 解説
本作から、ギターの斉藤光浩、ベースの岡部滋がメンバーとして初参加となった。「ONE WAY TRIP」と「戦いぬくんだ! （FIGHT IT OUT）」には、岡部加入までベーシストとして活動していたストラングラーズのジャン＝ジャック・バーネルが参加している。

## 収録曲
全作詞：石橋凌　作曲：斉藤光浩（特記以外）全編曲：ARB
1. TOKYO PRISON
2. Let's Revolution
3. 彼女はチャーミング
作曲：石橋凌
4. HIT MAN
5. ダン・ダン・ダン
作曲：石橋凌
6. YELLOW BLOOD
作曲：石橋凌
7. ONE WAY TRIP
8. HOLIDAY
9. 飲まずにいられない
作曲：石橋凌
10. 戦いぬくんだ!（FIGHT IT OUT!）